# Claes Christian Olrog
Claes Christian Olrog (Estocolmo, Suecia, 25 de noviembre de 1912 - San Miguel de Tucumán, Argentina, 29 de noviembre de 1985) fue un ornitólogo sueco emigrado a la Argentina. Fue pionero de la ornitología tropical. Su carrera biológica formal empezó en las universidades de Upsala y Estocolmo (1935 - 1945). De joven se unió el Museo de Ciencias Naturales de Estocolmo realizó expediciones en Escandinavia, Laponia, el delta de Danubio, en Islandia, y Groenlandia.
Durante su tesis doctoral en Estocolmo, comenzó su conocimiento de América del Sur, en una segunda expedición, a Tierra del Fuego (1939-1941). Entre 1946 a 1947 realiza expediciones ornitológicas al norte y centro de Paraguay, la tierra del carro y el buey-tren, y en 1948 aceptó una posición académica en el Instituto Miguel Lillo y en la Universidad Nacional de Tucumán, en el noroeste argentino. Allí empezó su largo esfuerzo por desarrollar la ornitología adoptando todo el continente. A lo largo de su vida mantuvo una asociación activa con personas e instituciones fuera de América del Sur, y contribuyó en conferencias y congresos internacionales con sus trabajos.
Bajo condiciones difíciles, siguió un programa de investigación de campo activo, incluyendo, la fauna de áreas poco conocidas en Argentina, Bolivia, y Brasil. Consagró mucha energía, incluso en el último año de su vida, a los estudiantes alentando el trabajo de campo.
Publicó más de 100 artículos y libros, en seis idiomas, en el general, la biología, la morfología, el biogeografía, la ecología, y sistemática de aves, los mamíferos, y los reptiles.
Su primera guía del campo, Las Aves Argentinas (1959), fue durante mucho tiempo el único libro de bolsillo y guía de identificación en el continente. Como muchos de sus trabajos, este libro fue un esfuerzo en solitario, producido bajo las circunstancias y condiciones limitadas y
mayormente costeado de su propio bolsillo. En 1984 su "Nueva Guía" se publicó por la Administración de Parques Nacionales de Argentina.
Otros trabajos notables son la lista de especies de Aves Argentinas (1963, 1979) y una guía de mamíferos de Argentina en(1981).
Dejó los manuscritos inacabados para el libro de los pájaros de Bolivia, América del Sur, y un trabajo de dos volúmenes de los pájaros del continente entero.
Describió numerosas especies y subespecies.

## Obra
- Destination Eldslandet, Albert Bonniers Förlag, Stockholm, 1943
- Observaciones sobre la avifauna de Tierra del Fuego y Chile, Acta Zoológica Lilloana, 5: 437-531, 1948
- Breves notas sobre la avifauna del Aconquija, Acta Zoológica Lilloana, 7: 139-159, 1949
- Notas sobre mamíferos y aves del archipiélago de Cabo de Hornos, Acta Zoológica Lilloana, 9: 505-532, 1950
- Sobres aves del NOA, El Hornero, 10: 84-85, 1953
- Notas mastozoológicas sobre la colección del Instituto Miguel Lillo (Tucumán), Acta Zoológica Lilloana, 16: 91-95, 1958
- Las Aves Argentinas: una guía de campo, Instituto Miguel Lillo, Tucumán, 1959
- Lista y distribución de las aves argentinas, Opera Lilloana 9: 1-377, 1963
- Observaciones sobre aves migratorias del hemnisfero norte. El Hornero, 10: 292-298, 1967
- Breeding of the Band-tailed Gull (Larus belcheri) on the Atlantic coast of Argentina, Cóndor, 69 : 48, 1967
- Bird-banding in South America, Bird-Banding, 39: 30-32. 1968
- Las aves sudamericanas: una guíad de campo. Tomo primero (Pingüinos-Pájaros carpinteros), Fundación-Instituto "Miguel Lillo," Tucumán, 1968
- Guía del cazador de las aves de caza argentinas. Sportsman's guide to the Argentine, Tall. Gráf. de G. Kraft game-birds , 1968
- Birds of South America, Fittkau et al. (eds.) Biography and Ecology in South America II: 849-878, 1969
- Claës Christian Olrog & Francisco Contino: Dos especies nuevas para la avifauna argentina, Neotropica 16 (50): 94–95, 1970
- El anillado de aves en la Argentina. 1961-1972. Octavo informe., Neotropica, 19: 9-72, 1973
- Alimentación del falso vampiro Chrotopterus auritus Acta Zoológica Lilloana, 30: 5-6, 1973
- Recoveries of banded Argentine waterfowl, Bird-Banding, 45: 170-177, 1974
- El anillado de aves en la Argentina. 1961-1974. Noveno informe., Neotropica, 21: 17-19, 1975
- Nueva lista de la avifauna argentina, Opera Lilloana, 27: 1-324, 1979
- Claës Christian Olrog, María Magdalena Lucero, Guía de los mamíferos argentinos, Fundación Miguel Lillo, Tucumán, 1981
- Las aves argentinas: una nueva guía de campo, Administración de Parques Nacionales, Buenos Aires, 1984, ISBN 978-950-02-6338-2
- Claës Christian Olrog, Patricia Capllonch, Biomitología Argentina, Historia Natural, Suplemento 2. Corrientes, 1986
- Claës Christian Olrog, Elba Alicia Pescetti, Las aves del Gran Cuyo: Mendoza, San Juán, San Luis y La Rioja CRICY'J: Gobierno de la Provincia de Mendoza, Mendoza, 1991, ISBN 978-950-9152-36-6

## Honores

### Eponimia
Varias le fueron dedicadas, ejemplo de ellas son:
- Andalgalomys olrogi
- Cinclodes olrogi
- Gaviota de Olrog Larus atlanticus

## Abreviatura (zoología)
La abreviatura Olrog  se emplea para indicar a Claes Christian Olrog como autoridad en la descripción y taxonomía en zoología.

## Literatura
- François Vuilleumier. Five great Neotropical Ornithologists: An appreciation of Eugene Eisenmann, Maria Koepcke, Claës Olrog, Rodulfo Philippi, and Helmut Sick, Ornitologia Neotropical, 6: 97-111, 1995[1]

- Paul Handford. In memoriam: Claes Christian Orlog (1912-1985), The Auk, abril de 1987, pp. 319[2]

- Manuel Nores 1986. Claes Christian Olrog (1912-1985), El Hornero, 12: 297

- Patricia Capllonch, Rubén Barquez, Ricardo A. Ojeda, Jorge Rodríguez Mata, Paul Handford, Tito Narosky, Francisco Erize. Homenaje Claes Christian Olrog, Nuestras Aves, 51, Juni 2006, s. 10-14[3]

- Bo Beolens, Michael Watkins. Whose Bird?: Common Bird Names and the People They Commemorate, Yale University Press, 2004, pp. 258, ISBN 978-0-300-10359-5